# Tamponada tylna nosa
Tamponada tylna, zwana także tamponadą Bellocqa – jedna z metod tamowania krwawień z nosa, szczególnie obfitych, zwłaszcza wtedy, gdy tamponada przednia jest niewystarczająca. Stosuje się ją także w przypadkach krwawienia z części tylnej jam nosa (ze splotu Woodruffa). Jest to w zasadzie tamponada przednio-tylna, gdyż po założeniu tamponu Bellocqa (p. dalej) jamę nosa od przodu wypełnia się setonem tak jak w tamponadzie przedniej. Tamponada tylna jest zabiegiem wykonywanym zawsze w warunkach szpitalnych, zwykle w znieczuleniu ogólnym (czasami miejscowym). Polega na wprowadzeniu do części nosowej gardła tamponu Bellocqa, zbudowanego z kulistego pakietu, najczęściej kuliście zwiniętego gazika, od którego odchodzą zwykle 4 (lub 3) nitki związujące tampon "na krzyż". Czasami tampon Bellocqa zamiast gazika zbudowany jest z palca gumowego wypełnionego setonem.

## Etapy zabiegu
- do jamy nosowej po stronie krwawienia (czasami po obu stronach) wprowadza się cienki drenik gumowy lub cewnik, wsuwając aż ukaże się jego druga strona w części ustnej gardła
- widoczny dren łapie się kleszczykami i wyciąga przez jamę ustną na zewnątrz
- do końca dreniku wystającego przez jamę ustną przywiązuje się tampon Bellocqa na supeł, tak aby się nie zsunął. Wielkość tamponu musi być odpowiednio dobrana do warunków anatomicznych nosogardła
- pociągając za końcówkę drenu wystającą z nosa, powoduje się, że przywiązany tampon Bellocqa wsuwa się do jamy ustnej, a następnie do gardła
- po ukazaniu się na zewnątrz nosa nitek przeciągniętego tamponu dren odcina się, a nitki napręża
- następnie palcem wskazującym prawej dłoni, przez jamę ustną "wtłacza" się tampon ku górze do części nosowej gardła i dociska, jednocześnie naprężając nitki tamponu wystające z nosa, aby zapewnić szczelność
- cały czas naprężając nitki wystające z nosa zakłada się klasyczną tamponadę przednią. Kończy się ją formując mały wałeczek z gazika, zakładany między nitki tamponu Bellocqa. Na gaziku tym mocno związuje się nitki tamponu Bellocqa wystające przez nos. Końcówki związanych nitek obcina się.
- nitki wprowadzone przez usta zakłada się za ucho (nie obcinając ich), gdyż służą one później do usunięcia tamponady.

## Przebieg
Tamponada tylna jest zabiegiem, podczas którego należy uważać na podniebienie miękkie. Podczas  przeciągania tamponu i wkładania go do części nosowej gardła, podniebienie miękkie i języczek może się "wywinąć" ku górze, pociągane przez tampon. Po założeniu tamponady należy więc zawsze sprawdzić stan podniebienia miękkiego i języczka i jeżeli jest taka potrzeba "wygarnąć" go z części nosowej gardła. Przy zakładaniu tamponady Bellocqa należy pamiętać także o tym, żeby założyć ją szczelnie – istotne jest mocne naciągnięcie nitek i prawidłowe ufiksowanie tamponu w nosogardle.
Tamponadę tylną pozostawia się z reguły na 24 do 48 godzin, w wyjątkowych sytuacjach dłużej. Chory zawsze wymaga hospitalizacji na oddziale laryngologicznym, niezbędna jest także osłona antybiotykowa oraz leki przeciwbólowe.
Usunięcie tamponady zwykle odbywa się w krótkotrwałym znieczuleniu ogólnym, ostrożnie, aby nie uszkodzić nitkami najczęściej obrzękniętego podniebienia miękkiego. Po przecięciu nitek związanych na słupku nosa przez jamę ustną przy pomocy szpatułki ostrożnie usuwa się tampon Bellocqa, następnie usuwa się tamponadę przednią. Czasami tamponadę tę usuwa się etapami – na początku tampon Bellocqa, za jakiś czas tamponadę przednią. Usuwanie tamponady należy robić powoli i stopniowo, kontrolując cały czas ewentualne krwawienie. Czasami mimo prawidłowego zastosowania tamponady, krwawienie po jej usunięciu pojawia się znowu. Należy wtedy założyć nową tamponadę lub rozważyć inną metodę zaopatrzenia krwawienia z nosa.